# Ашулук (Харабалинский район)
Ашулук — посёлок Харабалинском районе Астраханской области, входит состав в Тамбовского сельсовета.

## География
Уличная сеть состоит из трёх географических объектов: Ашулукская, Петропавловская, Привокзальная.

## Население
| 2002 | 2010  | 2011  | 2012  |
| ---- | ----- | ----- | ----- |
| 254  | ↗1678 | ↘1556 | →1556 |

## Экономика
Посёлок находится на железнодорожной станции Ашулук.
Рядом с посёлком находится одноименный военный полигон Ашулук (185-й Центр боевого применения и боевого предназначения ВКС (185 ЦБП и БПр ВКС)).